# Johann Ellerborn († 1609)
Johann Ellerborn (* 16. Jahrhundert in Aachen; † 14. November 1609 ebenda) war Schöffe und Bürgermeister der Reichsstadt Aachen.

## Leben und Wirken
Der Sohn des Alt-Bürgermeisters Gerhard Ellerborn und seiner zweiten Frau Katharina von Roide folgte 1590 seinem Vater in das Schöffenkollegium. In einer Zeit der zunehmend eskalierenden Aachener Religionsunruhen, vertrat Johann Ellerborn ebenso wie sein Vater eine strikte katholische Position. Dies führte dazu, dass er in Folge des mittlerweile mehrheitlich evangelisch besetzten Stadtrates noch im gleichen Jahr ebenso wie die meisten katholischen Amtsträger und Schöffen aus der Stadt verbannt wurde und im benachbarten Kornelimünster Zuflucht fand, wo er der Bruderschaft von St. Stephan beitrat. Als aber dann im Jahr 1598 die bereits 1593 von Kaiser Rudolf II. verhängte Reichsacht gegen die Reformierten Kräfte endgültig durch kaiserliche Truppen vollzogen worden war, kam es zur Amtsenthebung und Vertreibung der evangelischen Amtsträger und ihrer Sympathisanten, woraufhin Ellerborn mit den übrigen Ratsherren wieder feierlich nach Aachen zurückkehrte. Für erlittenen Schaden wurde ihm daraufhin im Jahr 1602 eine gewisse Summe aus den Strafzahlungen ausgehändigt, die den Protestanten und ihren Anhängern auferlegt worden waren.
Schließlich wurde Johann Ellerborn in den Jahren 1600, 1602, 1604 und 1608 noch zum Bürgermeister der Freien Reichsstadt Aachen gewählt.
Ellerborn war vermählt mit Anna von Grein, mit der er vier Kinder hatte, die allesamt bei seinem Tod im November 1609 noch unmündig waren. Von Johann Ellerborn ist eine Wappenbeischrift auf unbekanntem Träger überliefert.